# William M.O. Dawson
William Mercer Owens Dawson, född 21 maj 1853 i Bloomington i Maryland, död 12 mars 1916 i Charleston i West Virginia, var en amerikansk politiker (republikan). Han var West Virginias guvernör 1905–1909.
Dawson efterträdde 1905 Albert B. White som guvernör och efterträddes 1909 av William E. Glasscock.